# 10.ª etapa del Tour de Francia 2025
La 10.ª etapa del Tour de Francia 2025 tuvo lugar el 14 de julio de 2025 y consistió en una etapa de montaña con inicio en la localidad de Ennezat y final en la localidad de Pico de Sancy, sobre un recorrido de 165,3 km. El vencedor fue el británico Simon Yates del equipo Visma | Lease a Bike, Ben Healy del EF Education-EasyPost se colocó como líder de la prueba.

## Clasificación de la etapa
| Ennezat - Pico de Sancy | etapa de montaña | (165,3 km) |

- Las clasificaciones de la etapa finalizaron de la siguiente forma:[3]

| \| Clasificación de la etapa \| Clasificación de la etapa \| Clasificación de la etapa \| Clasificación de la etapa \| Clasificación de la etapa \| \| Ciclista \| Ciclista \| Equipo \| Tiempo \| \| \| ------------------------- \| -------------------------- \| -------------------------- \| ------------------------- \| ------------------------- \| \| 1.º \| Simon Yates \| Team Visma \\| Lease a Bike \| 4 h 20 min 05 s \| \| \| 2.º \| Thymen Arensman \| Ineos Grenadiers \| + 9 s \| \| \| 3.º \| Ben Healy \| EF Education-EasyPost \| + 31 s \| \| \| 4.º \| Ben O'Connor \| Team Jayco AlUla \| + 49 s \| \| \| 5.º \| Michael Storer \| Tudor Pro Cycling Team \| + 1 min 23 s \| \| \| 6.º \| Joseph Blackmore \| Israel-Premier Tech \| + 3 min 57 s \| \| \| 7.º \| Anders Halland Johannessen \| Uno-X Mobility \| + 4 min 38 s \| \| \| 8.º \| Lenny Martinez \| Bahrain Victorious \| + 4 min 51 s \| \| \| 9.º \| Tadej Pogačar \| UAE Team Emirates XRG \| + 4 min 51 s \| \| \| 10.º \| Jonas Vingegaard \| Team Visma \\| Lease a Bike \| + 4 min 51 s \| \| |                            |                            |                 |
| |                            |                            |                 |
| Fuentes: ProCyclingStats Cycling Quotient |                            |                            |                 |
| Clasificación de la etapa |                            |                            |                 |
| Ciclista | Ciclista                   | Equipo                     | Tiempo          |
| 1.º | Simon Yates                | Team Visma \| Lease a Bike | 4 h 20 min 05 s |
| 2.º | Thymen Arensman            | Ineos Grenadiers           | + 9 s           |
| 3.º | Ben Healy                  | EF Education-EasyPost      | + 31 s          |
| 4.º | Ben O'Connor               | Team Jayco AlUla           | + 49 s          |
| 5.º | Michael Storer             | Tudor Pro Cycling Team     | + 1 min 23 s    |
| 6.º | Joseph Blackmore           | Israel-Premier Tech        | + 3 min 57 s    |
| 7.º | Anders Halland Johannessen | Uno-X Mobility             | + 4 min 38 s    |
| 8.º | Lenny Martinez             | Bahrain Victorious         | + 4 min 51 s    |
| 9.º | Tadej Pogačar              | UAE Team Emirates XRG      | + 4 min 51 s    |
| 10.º | Jonas Vingegaard           | Team Visma \| Lease a Bike | + 4 min 51 s    |

## Clasificaciones al final de la etapa

### Clasificación general(Maillot Jaune)[4]
| \| Clasificación general \| Clasificación general \| Clasificación general \| Clasificación general \| Clasificación general \| \| Ciclista \| Ciclista \| Equipo \| Tiempo \| \| \| --------------------- \| -------------------------- \| -------------------------- \| --------------------- \| --------------------- \| \| 1.º \| Ben Healy \| EF Education-EasyPost \| 37 h 41 min 49 s \| \| \| 2.º \| Tadej Pogačar \| UAE Team Emirates XRG \| + 29 s \| \| \| 3.º \| Remco Evenepoel \| Soudal Quick-Step \| + 1 min 29 s \| \| \| 4.º \| Jonas Vingegaard \| Team Visma \\| Lease a Bike \| + 1 min 46 s \| \| \| 5.º \| Matteo Jorgenson \| Team Visma \\| Lease a Bike \| + 2 min 06 s \| \| \| 6.º \| Kévin Vauquelin \| Arkéa-B&B Hotels \| + 2 min 26 s \| \| \| 7.º \| Oscar Onley \| Team Picnic-PostNL \| + 3 min 24 s \| \| \| 8.º \| Florian Lipowitz \| Red Bull-Bora-Hansgrohe \| + 3 min 24 s \| \| \| 9.º \| Primož Roglič \| Red Bull-Bora-Hansgrohe \| + 3 min 41 s \| \| \| 10.º \| Tobias Halland Johannessen \| Uno-X Mobility \| + 5 min 03 s \| \| |                            |                            |                  |
| |                            |                            |                  |
| Fuentes: ProCyclingStats Cycling Quotient |                            |                            |                  |
| Clasificación general |                            |                            |                  |
| Ciclista | Ciclista                   | Equipo                     | Tiempo           |
| 1.º | Ben Healy                  | EF Education-EasyPost      | 37 h 41 min 49 s |
| 2.º | Tadej Pogačar              | UAE Team Emirates XRG      | + 29 s           |
| 3.º | Remco Evenepoel            | Soudal Quick-Step          | + 1 min 29 s     |
| 4.º | Jonas Vingegaard           | Team Visma \| Lease a Bike | + 1 min 46 s     |
| 5.º | Matteo Jorgenson           | Team Visma \| Lease a Bike | + 2 min 06 s     |
| 6.º | Kévin Vauquelin            | Arkéa-B&B Hotels           | + 2 min 26 s     |
| 7.º | Oscar Onley                | Team Picnic-PostNL         | + 3 min 24 s     |
| 8.º | Florian Lipowitz           | Red Bull-Bora-Hansgrohe    | + 3 min 24 s     |
| 9.º | Primož Roglič              | Red Bull-Bora-Hansgrohe    | + 3 min 41 s     |
| 10.º | Tobias Halland Johannessen | Uno-X Mobility             | + 5 min 03 s     |

### Clasificación por puntos(Maillot Vert)[5]
| Clasificación por puntos | Clasificación por puntos | Clasificación por puntos   | Clasificación por puntos | Clasificación por puntos |
| Ciclista                 | Ciclista                 | Equipo                     | Puntos                   |                          |
| ------------------------ | ------------------------ | -------------------------- | ------------------------ | ------------------------ |
| 1.º                      | Jonathan Milan           | Lidl-Trek                  | 227 pts                  |                          |
| 2.º                      | Tadej Pogačar            | UAE Team Emirates XRG      | 163 pts                  |                          |
| 3.º                      | Biniam Girmay            | Intermarché-Wanty          | 151 pts                  |                          |
| 4.º                      | Tim Merlier              | Soudal Quick-Step          | 150 pts                  |                          |
| 5.º                      | Mathieu van der Poel     | Alpecin-Deceuninck         | 128 pts                  |                          |
| 6.º                      | Anthony Turgis           | Team TotalEnergies         | 106 pts                  |                          |
| 7.º                      | Jonas Vingegaard         | Team Visma \| Lease a Bike | 86 pts                   |                          |
| 8.º                      | Kaden Groves             | Alpecin-Deceuninck         | 67 pts                   |                          |
| 9.º                      | Quinn Simmons            | Lidl-Trek                  | 64 pts                   |                          |
| 10.º                     | Remco Evenepoel          | Soudal Quick-Step          | 59 pts                   |                          |

### Clasificación de la montaña(Maillot à Pois Rouges)[6]
| Clasificación de la montaña | Clasificación de la montaña | Clasificación de la montaña | Clasificación de la montaña | Clasificación de la montaña |
| Ciclista                    | Ciclista                    | Equipo                      | Puntos                      |                             |
| --------------------------- | --------------------------- | --------------------------- | --------------------------- | --------------------------- |
| 1.º                         | Lenny Martinez              | Bahrain Victorious          | 27 pts                      |                             |
| 2.º                         | Ben Healy                   | EF Education-EasyPost       | 16 pts                      |                             |
| 3.º                         | Michael Woods               | Israel-Premier Tech         | 11 pts                      |                             |
| 4.º                         | Tim Wellens                 | UAE Team Emirates XRG       | 8 pts                       |                             |
| 5.º                         | Thymen Arensman             | Ineos Grenadiers            | 8 pts                       |                             |
| 6.º                         | Tadej Pogačar               | UAE Team Emirates XRG       | 7 pts                       |                             |
| 7.º                         | Anders Halland Johannessen  | Uno-X Mobility              | 6 pts                       |                             |
| 8.º                         | Simon Yates                 | Team Visma \| Lease a Bike  | 5 pts                       |                             |
| 9.º                         | Quinn Simmons               | Lidl-Trek                   | 5 pts                       |                             |
| 10.º                        | Ben O'Connor                | Team Jayco AlUla            | 5 pts                       |                             |

### Clasificación del mejor joven(Maillot Blanc)[7]
| Clasificación del mejor joven | Clasificación del mejor joven | Clasificación del mejor joven | Clasificación del mejor joven | Clasificación del mejor joven |
| Ciclista                      | Ciclista                      | Equipo                        | Tiempo                        |                               |
| ----------------------------- | ----------------------------- | ----------------------------- | ----------------------------- | ----------------------------- |
| 1.º                           | Ben Healy                     | EF Education-EasyPost         | 37 h 41 min 49 s              |                               |
| 2.º                           | Remco Evenepoel               | Soudal Quick-Step             | + 1 min 29 s                  |                               |
| 3.º                           | Kévin Vauquelin               | Arkéa-B&B Hotels              | + 2 min 26 s                  |                               |
| 4.º                           | Oscar Onley                   | Team Picnic-PostNL            | + 3 min 24 s                  |                               |
| 5.º                           | Florian Lipowitz              | Red Bull-Bora-Hansgrohe       | + 3 min 34 s                  |                               |
| 6.º                           | Carlos Rodríguez              | Ineos Grenadiers              | + 5 min 44 s                  |                               |
| 7.º                           | Mattias Skjelmose             | Lidl-Trek                     | + 7 min 02 s                  |                               |
| 8.º                           | Romain Grégoire               | Groupama-FDJ                  | + 15 min 15 s                 |                               |
| 9.º                           | Joseph Blackmore              | Israel-Premier Tech           | + 28 min 54 s                 |                               |
| 10.º                          | Alex Baudin                   | EF Education-EasyPost         | + 30 min 20 s                 |                               |

### Clasificación por equipos(Classement par Équipe)[8]
| Clasificación por equipos | Clasificación por equipos       | Clasificación por equipos | Clasificación por equipos |
| Equipo                    | Equipo                          | Tiempo                    |                           |
| ------------------------- | ------------------------------- | ------------------------- | ------------------------- |
| 1.º                       | Team Visma \| Lease a Bike      | 113 h 06 min 32 s         |                           |
| 2.º                       | UAE Team Emirates XRG           | + 16 min 45 s             |                           |
| 3.º                       | Decathlon AG2R La Mondiale Team | + 28 min 12 s             |                           |
| 4.º                       | Groupama-FDJ                    | + 29 min 07 s             |                           |
| 5.º                       | Arkéa-B&B Hotels                | + 29 min 41 s             |                           |
| 6.º                       | Red Bull-BORA-hansgrohe         | + 33 min 50 s             |                           |
| 7.º                       | Ineos Grenadiers                | + 36 min 38 s             |                           |
| 8.º                       | EF Education-EasyPost           | + 39 min 36 s             |                           |
| 9.º                       | Movistar Team                   | + 47 min 10 s             |                           |
| 10.º                      | Team TotalEnergies              | + 51 min 42 s             |                           |

## Abandonos
- Marijn van den Berg (EF Education-EasyPost) no tomó la salida de la etapa como consecuencia de una caída de días anteriores.
- Georg Zimmermann (Intermarché-Wanty) no tomó la salida de la etapa como consecuencia de una caída de días anteriores.
- Søren Wærenskjold (Uno-X Mobility) no terminó la etapa como consecuencia de una caída de días anteriores.